# Арутюнян, Аркадий Яковлевич
Аркадий Яковлевич (Аршак Акопович) Арутюнян (арм. Արկադի Հարությունյան; 27 июля 1869, Тифлис, Кавказское наместничество, Российская империя — 27 июля 1936, Ереван, СССР) — армянский советский актёр театра и кино. Заслуженный артист Армянской ССР (1934).

## Биография
Дебютировал на театральной сцене в Тифлисе в 1889 году. Актёр армянской труппы (ныне Тбилисский государственный армянский драматический театр имени П. Адамяна). 
Один из старейших актёров армянского драмтеатра в Тбилиси. Исполнитель национального репертуара, главным образом, в пьесах драматурга Сундукяна,  в которых создал реалистические образы. Играл также в классических пьесах.
С середины 1920-х годов снимался в кино на студии Арменфильм.

## Избранные театральные роли
- Городничий ("Ревизор" Гоголя),
- Клавдий («Гамлет» Шекспира),
- Пэпо и Зимзимов («Пэпо» Сундукяна),
- Замбахов («Хатабала»),
- Парсег («Разорённый очаг») и др.

## Роли в кино
- 1939 — Люди нашего колхоза — колхозник
- 1934 — Гикор —духанщик
- 1929 — Замаллу (другое название «Шагалинский мост») —крестьянин
- 1926 — Шор и Шоршор (короткометражный) —Оган